# Stig Gustav Schönberg
Stig Gustav Schönberg, född 13 maj 1933 i Västra Husby, Östergötland, är en svensk tonsättare och organist. 
Schönberg studerade 1953–1960 vid Kungliga musikhögskolan i Stockholm. Han studerade komposition för Lars-Erik Larsson och för Karl-Birger Blomdahl samt musikteori för Erland von Koch och Valdemar Söderholm. Han studerade också orgel för Flor Peeters.
Schönberg valdes in som medlem i Föreningen svenska tonsättare 1965. Hans stora produktion består bland annat av musik för orgel, stråkkvartett och kör.

## Verk i urval
- Adagio op.28:2
- Bereden väg för Herran: Koral med diskant- och blåsarstämmor
- Bereden väg för Herran: Koralförspel
- Blåskvintett Litet stycke op.8:3
- Cantelanzia
- Den heliga måltiden communiomotett
- Dialoger op.18
- Drei Altarbilder op.5
- Du är skön såsom Tirsa op.48
- Duo per organo op 10:2
- Effata: Poema sinfonico op.80
- Fantasia för orgel op.62:2
- Fem stycken op.17
- Festmusik för orgel op 11:2
- Fyra motetter op.33:1
- Herre, vem får bo i din hydda
- Höjen jubel till Herren alla länder
- Improvisatoriska miniatyrer op.2
- In dulci jubilo: variationer, bicinium och final op.137a
- Intrada op.23:2
- Kamelen
- Lacrimae Domini
- Låt det stora flödet
- Movimento pastorale
- Nio små sånger med pianoackompanjemang op.7:2
- Preludio cambiente op.9
- Regina celi: Concerto spirituale op.71
- Rex Gloriae op.59
- Sjungen till Herrens ära en ny sång /Motett op.15/
- Små variationer op.8:2
- Sonat nr 3 op.169
- Stråkkvartett nr 5 op.61
- Tatoo op.166: konsertstycke
- Tio små preludier op.34
- Toccata brillante 'O Kriste du föddes av kvinna' op.81:1
- Toccata concertante I op.3
- Toccata concertante II op.55
- Tornmusik op.23:1
- Trio per organo op 10:3
- Ty, såsom ljungelden